# Пајпер PA-18
Пајпер PA-18 (енгл. Piper PA-18 Super Cub) је једномоторни авион америчке производње, висококрилац с два седишта, служи за шлеп једрилица, вучу пароле, бацање летака, и уопште, веома користан авион за Аеро-клуб. Авион који практично обезбјеђује квалитетан рад једриличарске секције. Представио га је 1949. произвођач лаких авиона Пајпер еркрафт. Настао је на основу авиона Пајпер PA-11, Ј-3 Кеб и Тајлор-2 Е Кеб. У току 40 година производње израђено је преко 9 000 примерака. PA-18 се често користи за летове у неприступачна подручја где писте нису посебно припремљене, када за слетање има врло мало места. У тим условима до изражаја долазе његове особине.

## Конструкција и развој
Конструкција овог авиона је заснована на ранијим типовима. Извршена је уградња електронског система, закрилаца, као и знатно снажнијих мотора, што је PA-18 учинило доста једноставнијим за летење. Иако је „стандардни“ Супер Каб PA-18-150 опремљен Ликоминг мотором који развија 150 КС (112 kW), није га неуобичајено видети и са јачим мотором од 180 КС (134 kW). Крило с великим узгоном и снажни мотор пружају добру подлогу за преуређење у хидроавион или за уградњу скија уместо точкова. Осим тога израђена је и пољопривредна варијанта PA-18А за потребе запрашивања.
Као и Ј-3 Кеб авион је прекривен платном затегнутим преко челичне конструкције. Прва доступна варијанта са мотором снаге 90 КС без закрилаца и са опцијом за два крилна резервоара, била је ускоро унапређена додавањем закрилца, два резервоара горива (сваки у једном крилу), електронског система и О-235 Ликоминг мотор с око 108 КС (115 КС при полетању). Маса празног авиона била је просечно 365-454 kg с максималном полетном масом од 680 kg. Овај Кеб је могао полетети након 120 m (с максималном оптерећеношћу), а захваљујући закрилцима за слетање, довољно му је само 90 m. Уз мања оптерећења авион је способан узлетити већ након 20 m, док му је за слетање довољно 10 m. Са О-290 Ликоминг мотором снаге 135 КС за узлетање је потребно 60 m, а дужина писте за слетање је остала иста. Уз уптребу Ликоминг О-320 мотора са 150-160 КС, авиону се повећала максимална маса на 795 kg, задржавши притом потребно залетиште за узлетање на 60 m.

## Верзије
- -18-95 - прва произвођена верзија, опремљена Континентал Ц90-8 мотором од 90 КС (67 kW), израђена у 838 примерака.
- -18-125 - верзија опремљена Ликоминг О-290 125 КС (93 kW)
- -18-150 - верзија опремљена Ликоминг О-320 мотором са 150 КС (112 kW)
- -18А - верзија намењена за пољопривредне радове.
- -18 хидро - верзија хидроавиона.
- -18 - војна верзија заснована на PA-18.
- -21 - војна верзија опремљена моторна Ликоминг O-290-D2, од 1962. реконструисана као У-7.

## Војна намена
Осим за општу употребу, изграђено је 838 примерака Пајпер -18 авиона за америчку војску под ознаком L-18c, са моторима Континентал C90-8F снаге 71kW. Од укупног броја, 108 авиона је испоручено другим земљама у оквиру програма војне помоћи. Пајпер L-18 је био двосед који је служио за извиђање; 105 примерака које је добила у оквиру војне помоћи САД, је користила турска војска током Корејског рата, углавном за визуелно осматрање и подршку артиљерији.
Касније, америчка војска је наручила 150 примерака генерално сличног авиона L-21A са нешто јачим Авко-Ликоминг O-290-II мотором снаге 92kW; ови авиони су потом преправљени за обуку, под ознаком TL-21A. Под ознаком YL-21 америчка војска је наручила два примерка Пајпер -18 авиона са моторима Авко-Ликоминг O-290-D2 снаге 101 kW, који су касније произведени серијиски у 584 примерка под ознаком L-21B, од којих је велики број испоручен другим земљама. 1962. године, овај авион је коначно реконструисан у своју последњу варијанту под ознаком U-7A.

### Корисници
| - Белгија - Иран - Израел - Холандија - Шведска - Турска | - Уганда - Уругвај - Сједињене Америчке Државе - Норвешка - Португал |

### Авион Пајпер PA-18 у Југославији
У Југоловенском регистру цивилних ваздухоплова у периоду од 1967 до 1991. године било је регистровано укупно 37 авиона типа Пајпер PA-18-150 супер каб.